# Hindaun
Hindaun est une commune située dans le district de Karauli au Rajasthan, en Inde.
La ville est située à proximité de la chaîne des Aravalli et se trouve sur la voie ferrée principale entre Delhi et Mumbai. Il s'agit d'une préfecture de sous-division de l'Inde. Sa population est de 105 452 personnes en 2011.
La ville possède une superficie de 8 kilomètres carrés. Les températures d'été se situent entre 25 et 45 degrés Celsius, en Hiver elles se trouvent entre 5 et 23 degrés Celsius. L'altitude moyenne de la ville est de 235 mètres. 
La distance de Hindaun-Ville à Jaipur (la capitale de l'État) est d'environ 150 km.
La ville est également célèbre pour ses marchands de pierres et son usine d'ardoises. 